# 430년대
430년대는 430년부터 439년까지를 가리킨다.